# Servibus de Venezuela
 (janvier 2025).
Servibus de Venezuela C.A. est une entreprise vénézuélienne de production d’autobus fondée en 1995. Servibus de Venezuela est le principal fabricant de bus du Venezuela.